# Кубок Европы по лёгкой атлетике 1967

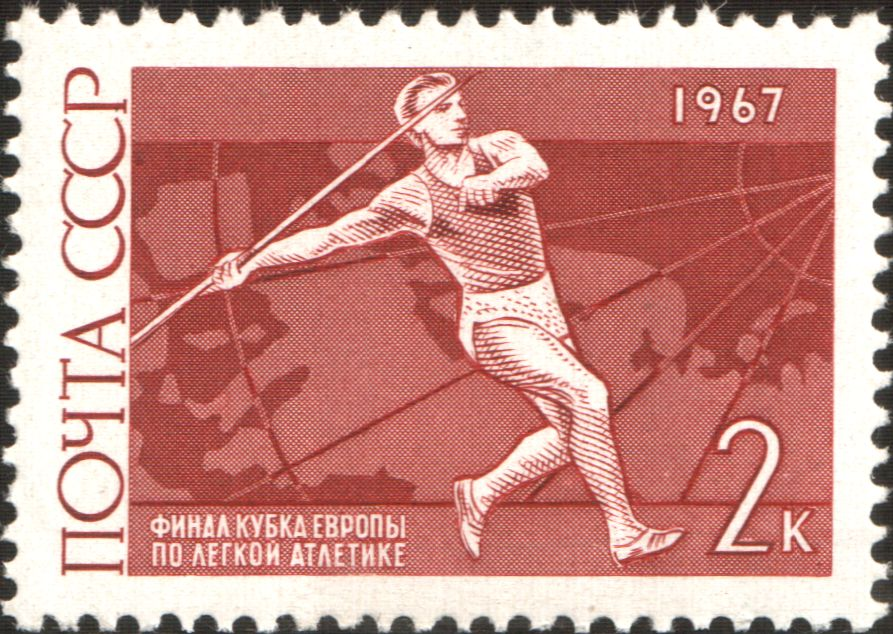
Почта СССР, 1967 г. Финал кубка Европы по легкой атлетике в Киеве.

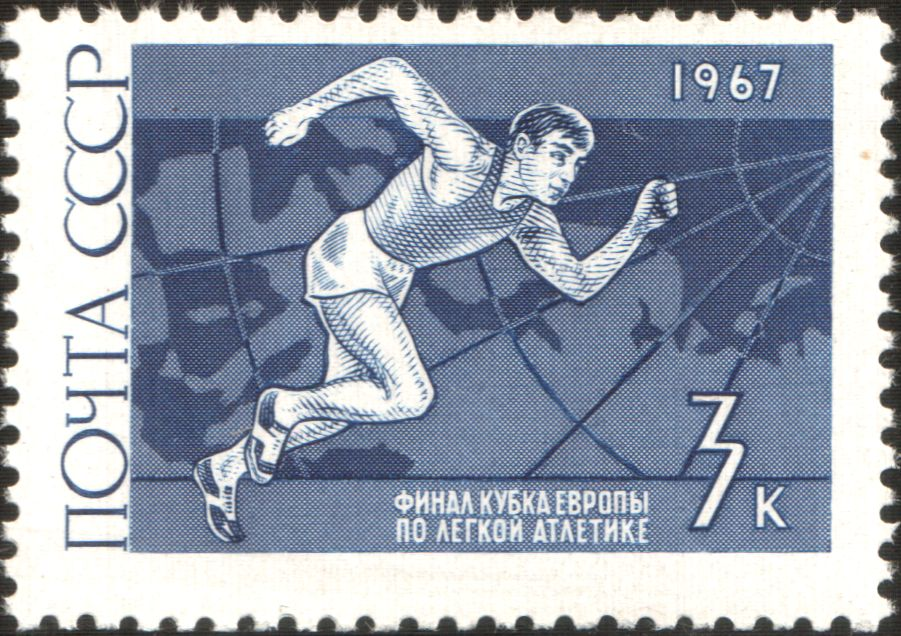

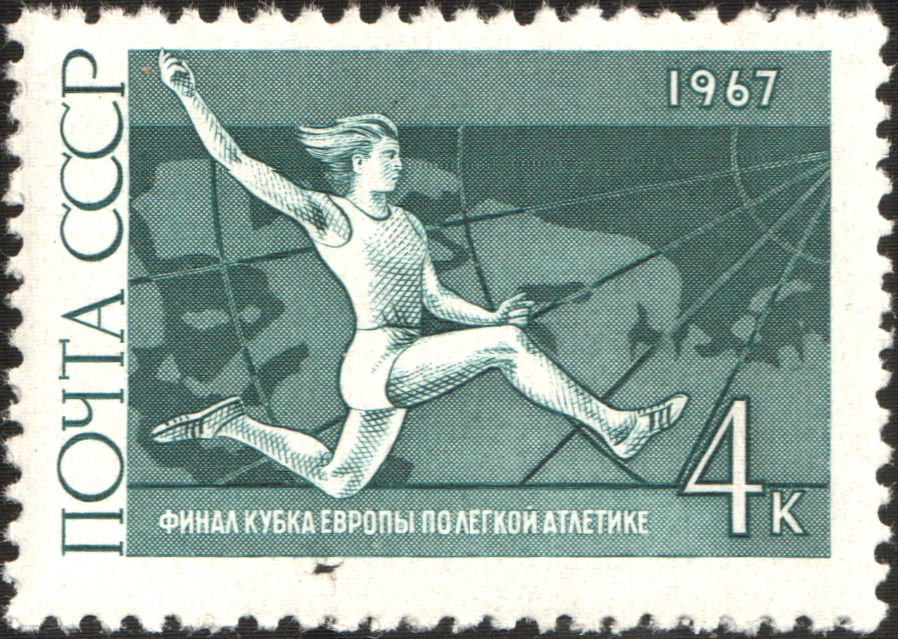

Финал 2-го Кубка Европы по лёгкой атлетике прошёл 15—17 сентября 1967 года на Центральном стадионе в Киеве (СССР). Женщины соревновались 15 сентября, а следующие два дня проходила мужская часть турнира. На старт вышли по 6 сильнейших сборных континента, отобравшихся ранее по итогам трёх полуфиналов. Участники боролись за командные очки в 20 мужских и 11 женских легкоатлетических дисциплинах.
Одним из самых ярких выступлений отметилась 21-летняя польская бегунья Ирена Киршенштейн, выигравшая в один день бег на 100 и 200 метров, оба раза заметно оторвавшись от своих соперниц.
Двукратными победителями соревнований у мужчин стали француз Жан-Клод Налле (бег на 200 и 400 метров) и представитель ГДР Манфред Матушевски (800 и 1500 метров).

## Предварительный раунд
Соревнования предварительного раунда среди мужчин прошли 24—25 июня в греческих Афинах, датском Копенгагене и ирландском Дублине. В полуфинал выходили по одной лучшей команде.
| Место | Команда    | Очки |
| ----- | ---------- | ---- |
| 1     | Швейцария  | 65   |
| 2     | Испания    | 54   |
| 3     | Греция     | 48   |
| 4     | Португалия | 33   |

| Место | Команда    | Очки |
| ----- | ---------- | ---- |
| 1     | Нидерланды | 59   |
| 2     | Дания      | 56   |
| 3     | Австрия    | 53   |
| 4     | Турция     | 31   |

| Место | Команда  | Очки |
| ----- | -------- | ---- |
| 1     | Бельгия  | 55   |
| 2     | Ирландия | 38,5 |
| 3     | Исландия | 26,5 |

## Полуфиналы
Полуфиналы прошли 22—23 июля в западногерманском Дуйсбурге, чехословацкой Остраве и шведском Стокгольме у мужчин и 16—17 июля в восточногерманском Дрездене, норвежском Осло и западногерманском Вуппертале у женщин. В финал выходили по две лучшие команды.

### Мужчины
| Место | Команда        | Очки |
| ----- | -------------- | ---- |
| 1     | ФРГ            | 105  |
| 2     | Венгрия        | 78   |
| 3     | Великобритания | 77   |
| 4     | Швейцария      | 56   |
| 5     | Болгария       | 54   |
| 6     | Югославия      | 37   |

| Место | Команда      | Очки |
| ----- | ------------ | ---- |
| 1     | Польша       | 94   |
| 2     | Франция      | 93   |
| 3     | Чехословакия | 79   |
| 4     | Италия       | 71   |
| 5     | Румыния      | 51   |
| 6     | Нидерланды   | 31   |

| Место | Команда   | Очки |
| ----- | --------- | ---- |
| 1     | СССР      | 105  |
| 2     | ГДР       | 87   |
| 3     | Швеция    | 69   |
| 4     | Норвегия  | 55   |
| 5     | Бельгия   | 53   |
| 6     | Финляндия | 51   |

### Женщины
| Место | Команда    | Очки |
| ----- | ---------- | ---- |
| 1     | ГДР        | 45   |
| 2     | Венгрия    | 39   |
| 3     | Нидерланды | 36   |
| 4     | Болгария   | 29   |
| 5     | Италия     | 15   |

| Место | Команда        | Очки |
| ----- | -------------- | ---- |
| 1     | СССР           | 55   |
| 2     | Великобритания | 47   |
| 3     | Швеция         | 42   |
| 4     | Румыния        | 42   |
| 5     | Норвегия       | 23   |
| 6     | Дания          | 21   |

| Место | Команда      | Очки |
| ----- | ------------ | ---- |
| 1     | Польша       | 55   |
| 2     | ФРГ          | 54   |
| 3     | Чехословакия | 38   |
| 4     | Франция      | 37   |
| 5     | Югославия    | 25   |
| 6     | Австрия      | 22   |

## Финал

### Командное первенство
Сборные СССР у себя дома повторили успех первого Кубка Европы, выиграв соревнования как у мужчин, так и у женщин.
Борьба в мужском первенстве шла до самого последнего вида: победителей из СССР и третью команду, ФРГ, разделил всего один балл.
| Место | Команда | Очки |
| ----- | ------- | ---- |
| 1     | СССР    | 81   |
| 2     | ГДР     | 80   |
| 3     | ФРГ     | 80   |
| 4     | Польша  | 68   |
| 5     | Франция | 57   |
| 6     | Венгрия | 53   |

| Место | Команда        | Очки |
| ----- | -------------- | ---- |
| 1     | СССР           | 51   |
| 2     | ГДР            | 43   |
| 3     | ФРГ            | 36   |
| 4     | Польша         | 35   |
| 5     | Великобритания | 34   |
| 6     | Венгрия        | 32   |

### Сильнейшие в отдельных видах — мужчины
Сокращения: WR — мировой рекорд | ER — рекорд Европы | NR — национальный рекорд | CR — рекорд Кубков Европы

| Дисциплина                          | 1-е место                                                                           | 1-е место         | 2-е место                                                   | 2-е место         | 3-е место                                                                 | 3-е место         |
| ----------------------------------- | ----------------------------------------------------------------------------------- | ----------------- | ----------------------------------------------------------- | ----------------- | ------------------------------------------------------------------------- | ----------------- |
| 100 м (ветер: +1,3 м/с)             | Владислав Сапея СССР                                                                | 10,3 =CR          | Хартмут Вильке ФРГ                                          | 10,4              | Харальд Эггерс ГДР                                                        | 10,5              |
| 200 м                               | Жан-Клод Налле Франция                                                              | 20,9              | Ян Вернер Польша                                            | 20,9              | Ласло Михайфи Венгрия                                                     | 21,1              |
| 400 м                               | Жан-Клод Налле Франция                                                              | 46,3              | Фриц Родерфельд ФРГ                                         | 46,4              | Анджей Баденьский Польша                                                  | 46,8              |
| 800 м                               | Манфред Матушевски ГДР                                                              | 1.46,9 CR         | Франц-Йозеф Кемпер ФРГ                                      | 1.46,9 CR         | Жан-Пьер Дюфрен Франция                                                   | 1.48,2            |
| 1500 м                              | Манфред Матушевски ГДР                                                              | 3.40,2 CR         | Бодо Тюммлер ФРГ                                            | 3.40,5            | Олег Райко СССР                                                           | 3.41,2            |
| 5000 м                              | Харальд Норпот ФРГ                                                                  | 15.26,8           | Юрген Хазе ГДР                                              | 15.27,8           | Дьёрдь Кишш Венгрия                                                       | 15.29,2           |
| 10 000 м                            | Юрген Хазе ГДР                                                                      | 28.54,2           | Лайош Мечер Венгрия                                         | 28.55,6           | Анатолий Макаров СССР                                                     | 28.58,6           |
| Эстафета 4×100 м                    | Франция · Марк Берже · Жослин Делекур · Клод Пикемаль · Жерар Фенуй                 | 39,2              | ФРГ Йобст Хиршт Герт Мец Хартмут Вильке Хорст Ассион        | 39,3 NR           | ГДР · Хайнц Эрбштёссер · Петер Хазе · Херман Бурде · Харальд Эггерс       | 39,4 NR           |
| Эстафета 4×400 м                    | Польша · Станислав Грендзиньский · Эдмунд Боровский · Ян Вернер · Анджей Баденьский | 3.04,4            | ФРГ Хельмар Мюллер Инго Рёпер Йенс Ульбрихт Фриц Родерфельд | 3.04,5            | ГДР · Вольфганг Мюллер · Михаэль Цербес · Гюнтер Кланн · Вильфрид Вайланд | 3.05,8            |
| 110 м с барьерами (ветер: +0,5 м/с) | Виктор Балихин СССР                                                                 | 14,0              | Адам Колодзейчик Польша                                     | 14,2              | Пьер Шобель Франция                                                       | 14,2              |
| 400 м с барьерами                   | Герхард Хенниге ФРГ                                                                 | 50,2 =CR          | Вильхельм Вейстанд Польша                                   | 50,5 NR           | Йоахим Зингер ГДР                                                         | 50,8              |
| 3000 м с препятствиями              | Анатолий Курьян СССР                                                                | 8.38,8            | Манфред Лецерих ФРГ                                         | 8.39,6            | Ги Тесеро Франция                                                         | 8.41,2            |
| Прыжок в высоту                     | Валентин Гаврилов СССР                                                              | 2,09 м            | Вольфганг Шилльковски ФРГ                                   | 2,07 м            | Шандор Носай Венгрия                                                      | 2,07 м            |
| Прыжок с шестом                     | Вольфганг Нордвиг ГДР                                                               | 5,10 м =CR        | Геннадий Близнецов СССР                                     | 5,05 м            | Клаус Ленерц ФРГ                                                          | 4,90 м            |
| Прыжок в длину                      | Игорь Тер-Ованесян СССР                                                             | 8,14 м (+3,2 м/с) | Анджей Стальмах Польша                                      | 7,88 м (+2,8 м/с) | Йозеф Шварц ФРГ                                                           | 7,85 м (+3,2 м/с) |
| Тройной прыжок                      | Виктор Санеев СССР                                                                  | 16,67 м           | Ханс-Юрген Рюкборн ГДР                                      | 16,43 м           | Юзеф Шмидт Польша                                                         | 16,29 м           |
| Толкание ядра                       | Вильмош Варью Венгрия                                                               | 19,25 м CR        | Хайнфрид Бирленбах ФРГ                                      | 19,20 м NR        | Дитер Проллиус ГДР                                                        | 18,82 м           |
| Метание диска                       | Эдмунд Пёнтковский Польша                                                           | 59,10 м           | Детлеф Торит ГДР                                            | 57,86 м           | Витаутас Ярас СССР                                                        | 56,60 м           |
| Метание молота                      | Ромуальд Клим СССР                                                                  | 70,58 м           | Дьюла Живоцки Венгрия                                       | 68,12 м           | Уве Байер ФРГ                                                             | 66,80 м           |
| Метание копья                       | Янис Лусис СССР                                                                     | 85,38 м CR        | Манфред Штолле ГДР                                          | 81,14 м           | Гергей Кульчар Венгрия                                                    | 79,46 м           |

### Сильнейшие в отдельных видах — женщины
| Дисциплина                         | 1-е место                                                                   | 1-е место                | 2-е место                                                                  | 2-е место | 3-е место                                                             | 3-е место |
| ---------------------------------- | --------------------------------------------------------------------------- | ------------------------ | -------------------------------------------------------------------------- | --------- | --------------------------------------------------------------------- | --------- |
| 100 м (ветер: +0,5 м/с)            | Ирена Киршенштейн Польша                                                    | 11,2 CR                  | Ренате Хельдт ГДР                                                          | 11,5      | Маргит Немешхази Венгрия                                              | 11,6      |
| 200 м (ветер: +0,5 м/с)            | Ирена Киршенштейн Польша                                                    | 23,0 =CR                 | Аннамария Тот Венгрия                                                      | 23,4 NR   | Вера Попкова СССР                                                     | 23,4      |
| 400 м                              | Лиллиан Боурд Великобритания                                                | 53,7 CR                  | Антония Мункачи Венгрия                                                    | 54,1      | Людмила Самотёсова СССР                                               | 54,3      |
| 800 м                              | Лайне Эрик СССР                                                             | 2.06,8                   | Данута Собеская Польша                                                     | 2.07,0    | Анита Роттмюллер ФРГ                                                  | 2.07,2    |
| Эстафета 4×100 м                   | СССР · Галина Бухарина · Лилия Ткаченко · Вера Попкова · Людмила Самотёсова | 45,0                     | Великобритания · Анита Нил · Морин Трэнтер · Дженнифер Поси · Делла Джеймс | 45,3      | ГДР · Ингрид Тидтке · Ангела Фогель · Кристина Хайних · Ренате Хельдт | 45,3      |
| 80 м с барьерами (ветер: +0,8 м/с) | Карин Бальцер ГДР                                                           | 10,8                     | Пат Джонс Великобритания                                                   | 10,9      | Инге Шелль ФРГ                                                        | 11,0      |
| Прыжок в высоту                    | Антонина Окорокова СССР                                                     | 1,79 м                   | Рита Шмидт ГДР                                                             | 1,70 м    | Дороти Ширли Великобритания                                           | 1,67 м    |
| Прыжок в длину                     | Ингрид Беккер ФРГ                                                           | 6,63 м (+0,5 м/с) NR =CR | Татьяна Талышева СССР                                                      | 6,49 м    | Мэри Рэнд Великобритания                                              | 6,26 м    |
| Толкание ядра                      | Надежда Чижова СССР                                                         | 18,24 м                  | Маргитта Гуммель ГДР                                                       | 17,66 м   | Юдит Богнар Венгрия                                                   | 16,58 м   |
| Метание диска                      | Карин Илльген ГДР                                                           | 58,26 м CR               | Людмила Муравьёва СССР                                                     | 56,70 м   | Йолан Клейбер Венгрия                                                 | 56,70 м   |
| Метание копья                      | Даниэла Яворская Польша                                                     | 56,88 м                  | Амели Колоска ФРГ                                                          | 54,22 м   | Рут Фукс ГДР                                                          | 53,18 м   |